# Anchastus bicolor
Anchastus bicolor là một loài bọ cánh cứng trong họ Elateridae. Loài này được LeConte miêu tả khoa học năm 1866.